# Mesophalera obliterata
Mesophalera obliterata är en fjärilsart som beskrevs av Sergius G. Kiriakoff 1977. Mesophalera obliterata ingår i släktet Mesophalera och familjen tandspinnare. Inga underarter finns listade i Catalogue of Life.